# 土耳其的切爾克斯人
切爾克斯人，是土耳其一個人口較多的少數民族，人口140000-2000000人，和他們關係較密切的有阿巴扎人和阿布哈茲人。
他們是在19世紀後高加索戰爭俄國佔領切爾卡斯亞後流亡至奧斯曼帝國，他們大多說土耳其語，只有少數仍說切爾克斯語。
他們是遜尼派穆斯林。